# Hannibalià
Hannibalià (en llatí: Flavius Hannibalianus (?- 337) fou un membre de la Dinastia constantiniana, que va ser designat per Constantí I el Gran, el seu oncle, com a governant d'una part de l'Imperi Romà a la seva mort.

## Relacions familiars i títols
Hannibalià era fill de Flavi Dalmaci i net de l'emperador Constanci Clor, per tant nebot de Constantí el Gran. Hannibalià i el seu germà Dalmaci van ser educats a Tolosa pel bisbe Exuperi.
Al voltant de l'any 320, Constantí va demanar la presència del seu germà Flavi Dalmaci i els seus fills a la cort de Constantinoble. Hannibalià es va casar amb la filla gran de Constantí, Santa Constança, l'any 335,i va rebre el títol de nobilissimus.
Amb ocasió de la campanya de Constantí contra els perses de l'any 337, Hannibalià va rebre el títol de Rex Regum et Ponticarum Gentium («rei dels reis i de la gent del regne del Pont»). Probablement la intenció de Constantí era posar Hannibalià al tron de la regió del Pont, quan hagués derrotat els perses.

## Mort
Però Constantí es va sentir malalt i qui va anar a la guerra va ser el seu fill Constanci, que no va aconseguir els objectius marcats pel seu pare. Quan Constantí va morir el maig del 337, el senat romà el va reconèixer com a august, com Constantí havia previst, juntament amb els tres fills de l'emperador i el germà d'Hannibalià. Malgrat tot no va poder assolir mai el govern, ja que a Constantinoble va haver una revolta de les tropes, probablement instigada pel seu cosí Constanci, quan va tornar pel funeral del seu pare. Durant la revolta el van assassinar i també al seu pare i al seu germà i altres persones que eren amics d'ells.